# Hierocles (Wagenlenker)
Hierocles († 222 in Rom) war ein Sklave und Geliebter des römischen Kaisers Elagabal. 
Er stammte aus Karien und erregte als Wagenlenker im Circus Maximus die Aufmerksamkeit des Kaisers. Nach Cassius Dio wollte Elagabal den Hierocles zum Caesar und Thronfolger erheben, scheiterte damit aber am Widerstand seiner Großmutter Julia Maesa, die ihren Kandidaten Severus Alexander durchsetzte. Hierocles wurde 222 beim Sturz des Kaisers zusammen mit anderen Höflingen ermordet.